# Oedignatha jocquei
Oedignatha jocquei là một loài nhện trong họ Corinnidae.
Loài này thuộc chi Oedignatha. Oedignatha jocquei được Christa L. Deeleman-Reinhold miêu tả năm 2001.